# Philippe Morier-Genoud
Philippe Morier-Genoud (* 1944 in Thonon-les-Bains, Frankreich) ist ein französischer Schauspieler.
Morier-Genoud studierte von 1964 bis 1968 Philosophie und Pädagogik in Grenoble; in dieser Zeit lernte er den Theaterregisseur Georges Lavaudant kennen und sammelte erste Erfahrungen am Theater. Anschließend konnte er sich als gefragter Theaterschauspieler etablieren. Er war von 1975 bis 1985 festes Ensemblemitglied im Centre Dramatique National des Alpes in Grenoble, von 1985 bis 1995 im Théâtre National Populaire in Villeurbanne und von 1995 bis 2005 im Théâtre de l'Odéon in Paris.
Im Jahr 1981 debütierte er im Kino neben Gérard Depardieu und Fanny Ardant in François Truffauts Die Frau nebenan. Insbesondere in den 1980er- und 1990er-Jahren spielte er zahlreiche Nebenrollen im europäischen Autorenfilm. Bekannt ist er vor allem aus Truffauts Auf Liebe und Tod (1983), Louis Malles Auf Wiedersehen, Kinder (1987) und Jean-Paul Rappeneaus Cyrano von Bergerac (1990). Auch mit weiteren bekannten Regisseuren wie Bernardo Bertolucci, Krzysztof Kieślowski, Jacques Rivette, Arnaud Desplechin, Henri Verneuil, Bertrand Tavernier, Margarethe von Trotta und Volker Schlöndorff arbeitete er im Laufe seiner Filmkarriere zusammen.
Philippe Morier-Genoud ist Offizier des Ordre des Arts et des Lettres und Ritter des Ordre national du Mérite. Zum Jahreswechsel 2015/2016 wurde er zum Mitglied der französischen Ehrenlegion ernannt.

## Filmographie (Auswahl)
- 1981: Die Frau nebenan (La femme d’à côté)
- 1983: Auf Liebe und Tod (Vivement dimanche!)
- 1985: Sturmhöhe (Hurlevent)
- 1987: Verzehrende Flamme (Buisson ardent)
- 1987: Auf Wiedersehen, Kinder (Au revoir, les enfants)
- 1989: Bunker Palace Hôtel
- 1990: Cyrano von Bergerac (Cyrano de Bergerac)
- 1990: Himmel über der Wüste (The Sheltering Sky)
- 1991: Mayrig – Heimat in der Fremde (Mayrig)
- 1991: Ich hör' nicht mehr die Gitarre (J’entends plus la guitare)
- 1991: Homo Faber
- 1993: Drei Farben: Blau (Trois couleurs: Bleu)
- 1994: Drei Farben: Weiß (Trois couleurs: Blanc)
- 1994: Johanna, die Jungfrau – Der Verrat (Jeanne la Pucelle II - Les prisons)
- 1994: Das Versprechen
- 1994: Die Geschichte des Jungen, der geküßt werden wollte (L’histoire du garçon qui voulait qu’on l’embrasse)
- 1995: Fiesta
- 1996: Der Schrei der Seide (Le cri de la soie)
- 1997: Marie Curie – Forscherin mit Leidenschaft (Les palmes de M. Schutz)
- 1998: Die Zeitritter – Auf der Suche nach dem heiligen Zahn (Les couloirs du temps: Les visiteurs 2)
- 1998: Toulouse-Lautrec (Lautrec)
- 1998: Une femme d'honneur (Fernsehserie, 1 Folge)
- 1999: Das Liebesdrama von Venedig – George Sand und Alfred de Musset (Les enfants du siècle)
- 1999: Die wiedergefundene Zeit (Le temps retrouvé)
- 2002: Laissez-passer
- 2002: Eine ganz private Affäre (Une affaire privée)
- 2003: Nicht zu verheiraten (Vert paradis)
- 2003: La Crim’ (Fernsehserie, 1 Folge)
- 2006: Die Fremde (L’étrangère)
- 2008: Ein Weihnachtsmärchen (Un conte de Noël)
- 2011: Requiem for a Killer
- 2011: Auf der Suche nach der verlorenen Zeit (À la recherche du temps perdu, Fernseh-Miniserie)
- 2014: Yves Saint Laurent
- 2014: Asterix im Land der Götter (Astérix: Le domaine des dieux) (Stimme)
- 2018: Asterix und das Geheimnis des Zaubertranks (Astérix: Le secret de la potion magique) (Stimme)
- 2019: Goldene Hochzeit mit Handicap (Noces d’or, Fernsehfilm)
- 2021: The Last Mercenary (Le dernier mercenaire)